# ROUGE (滴草由実のアルバム)
『ROUGE』（ルージュ）は、滴草由実の7枚目のオリジナルアルバム。

## 解説
滴草は本作について「人が抱く様々な「情熱」をテーマに、どんな時も、前へと進む原動力となるような「情熱」の火だけは消さないで欲しい」とコメントしている。また、「前作の『BLUE』をリリースする頃から考えていた。次に出す作品は真逆で行こう」ということから本作の誕生のきっかけとなった。
現在、滴草由実として最後のアルバム。

## 収録曲
1. One In A Million
作詞・作曲・編曲：Stephaney Buchanan
2. 渇き
作詞・作曲：滴草由実　編曲：T-4
3. What u Want
作詞・作曲：滴草由実　編曲：T-4
4. ROUGE [interlude]
作曲：滴草由実　編曲：T-4
5. Deep In Love
作詞・作曲：滴草由実　編曲：T-4
6. Feel Your Love
作詞・作曲：滴草由実　編曲：T-4
7. Touch me
作詞・作曲：Yoko Blaqstone　編曲：Jeftuz
8. What am I to you
作詞・作曲：滴草由実　編曲：T-4
9. 空白
作詞・作曲：滴草由実　編曲：Xtra Jam
10. Live Your Life
作詞・作曲：滴草由実　編曲：T-4
11. Long Way To Go
作詞・作曲：滴草由実　編曲：Xtra Jam